# Ludwig Berner
Ludwig Berner (* 13. Oktober 1794 in Unterkulm; † 9. Mai 1857 ebenda; heimatberechtigt in Unterkulm) war ein Schweizer Politiker und Richter. Von 1836 bis 1852 war er Regierungsrat des Kantons Aargau.

## Biografie
Berners Vater Hans Rudolf, der Wirt und Krämer war, gründete eine Baumwollspinnerei. Der Wohlstand ermöglichte seinem Sohn eine gute Ausbildung. Ludwig Berner besuchte zunächst die Kantonsschule in Aarau. Danach studierte er Recht an der Akademie in Bern und an der Ruprecht-Karls-Universität in Heidelberg. 1819 erhielt er die Zulassung als Rechtsanwalt. Nachdem er von 1820 bis 1826 Regierungssekretär im kantonalen Polizeidepartement gewesen war, erhielt er 1829 das Patent als Notar. 1830 nahm er die Wahl zum Oberamtmann des Bezirks Kulm an, 1832 jene zum Bezirksgerichtsschreiber.
1831 wurde Berner in den Grossen Rat gewählt. Er gehörte der radikal-liberalen Fraktion an, exponierte sich aber nicht. 1835/36 vertrat er den Kanton Aargau an den eidgenössischen Tagsatzungen. Der Grosse Rat wählte ihn 1836 zum Regierungsrat, nachdem er fünf Jahre zuvor die Wahl noch abgelehnt hatte. Berner war zunächst Vorsteher der Militärkommission, ab 1838 führte er das Departement des Inneren, ab 1846 das Polizeidepartement. Während seiner Amtszeit als Regierungsrat war er auch Präsident des aargauischen reformierten Kirchenrats.
Als die Kantonsregierung 1852 verkleinert wurde, trat Berner als Regierungsrat zurück und gab auch sein Grossratsmandat auf. Die nächsten fünf Jahre bis zu seinem Tod amtierte er als Präsident des Bezirksgerichts Kulm.